# نظرية الاكتشاف

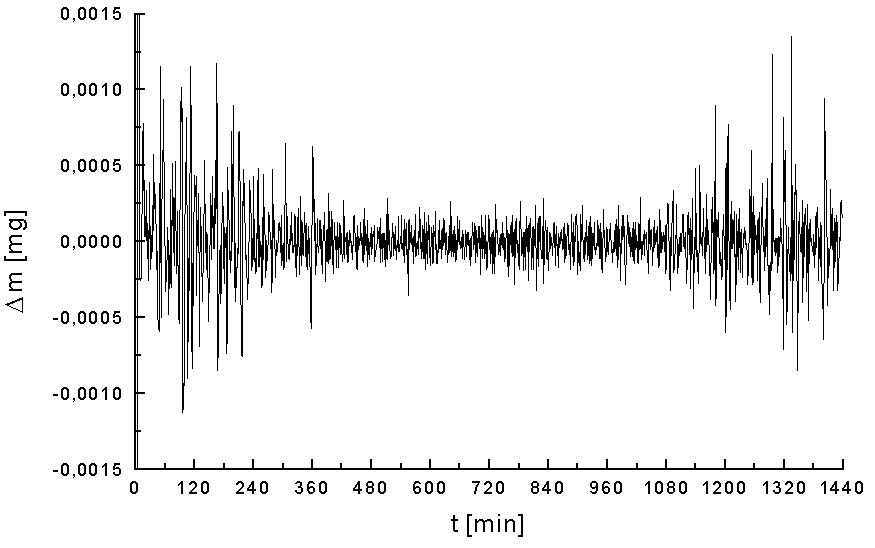

نظرية الاكتشاف (بالإنجليزية: Detection theory)‏ أو نظرية الكشف عن الإشارات (بالإنجليزية: signal detection theory)‏ هي وسيلة لقياس القدرة على التمييز بين أنماط تحمل المعلومات (تسمى منبه في الكائنات الحية، وإشارة في الآلات) والأنماط العشوائية التي تلهى عن المعلومات (تسمى ضوضاء، وتتكون من منبهات خلفية ونشاط عشوائي لآلة الكشف والجهاز العصبي للمشغل). في مجال الإلكترونيات، يشار إلى عملية فصل هذه الأنماط على أنها استعادة الإشارة.
وفقا لهذه النظرية، هناك عدد من المحددات لكيفية قام نظام الكشف عن إشارة بعمله، وأين سيبدأ مستوى العتبة (أقل إشارة يمكنها تنبيه الكاشف). ويمكن أن تُفسر هذه النظرية كيف أن تغيير العتبة سوف يؤثر في القدرة على التمييز، كما توضح في كثير من الأحيان مدى ملائمة النظام لمهمته، والغرض أو الهدف الذي صمم من أجله.
عندما يكون نظام الكشف هو الإنسان، فإن التوقعات، والحالة الفسيولوجية (على سبيل المثال التعب أو الإرهاق) وعوامل أخرى يمكنها أن تؤثر على العتبة المستخدمة. فعلى سبيل المثال، يمكن لحارس أن يكتشف أو يستقبل منبهات ضعيفة أو باهتة في زمن الحرب بشكل أكبر ما يستقبله نفس الحارس في زمن السلم بسبب انخفاض المعيار، ولكنه أحيانا قد يتعامل مع المنبهات الغير ضارة على أنها تمثل تهديد.
الكثير من الأعمال المبكرة لنظرية الكشف قام به باحثو الرادار. وبحلول عام 1954، تم تطوير النظرية بشكل كامل على الجانب النظري كما وصفها بيترسون، بيردسول وفوكس، وأسس النظرية النفسية كل من ويلسون ب. تانر، ديفيد إم. غرين، وجون أ. سويتس، أيضا في عام 1954. وقد استُخدمت نظرية الكشف في عام 1966 من قبل جون أ. سويتس وديفيد م. غرين في علم الطبيعة النفسية. وقد انتقد غرين وسويتس الطرق التقليدية لعلم الطبيعة النفسية وذلك لعدم القدرة على التمييز بين الحساسية الحقيقية وبين تحيزات الاستجابة (المحتملة).
لدى نظرية الكشف تطبيقات في العديد من المجالات مثل التشخيص، ومراقبة الجودة، والاتصالات، وعلم النفس. وهذا المفهوم يُعتبر مماثل لمفهوم نسبة الإشارة إلى الضجيج المستخدم في العلوم ومصفوفات الإرباك المستخدمة في الذكاء الاصطناعي. ويمكن استخدام النظرية أيضا في إدارة الإنذار، حيث من المهم فصل الأحداث الهامة عن الضوضاء الخلفية.